# LaTavia Roberson
LaTavia Marie Roberson (Houston, 1º novembre 1981) è una cantautrice, attrice, personaggio televisivo e imprenditrice statunitense, conosciuta per essere stata uno dei membri fondatori del gruppo musicale Destiny's Child. L'artista ha vinto due Grammy Award, tre Soul Train Music Award e venduto oltre 25 milioni di copie tra singoli e album come membro del girl group.
Dalla controversa uscita dalle Destiny's Child nel 2000, Roberson ha proseguito la carriera come solista pubblicando alcuni singoli. Contemporaneamente è entrata a far parte dei coach del programma televisivo R&B Divas Atlanta, recitato in film e spettacoli teatrali.
Ha inoltre aperto un'agenzia di menagement per sportivi, la Roberson Sports Management nel 2018, e divenendo membro della compagnia di prodotti per capelli Luxury Hair Direct.

## Biografia

### 1990-2000: Destiny's Child

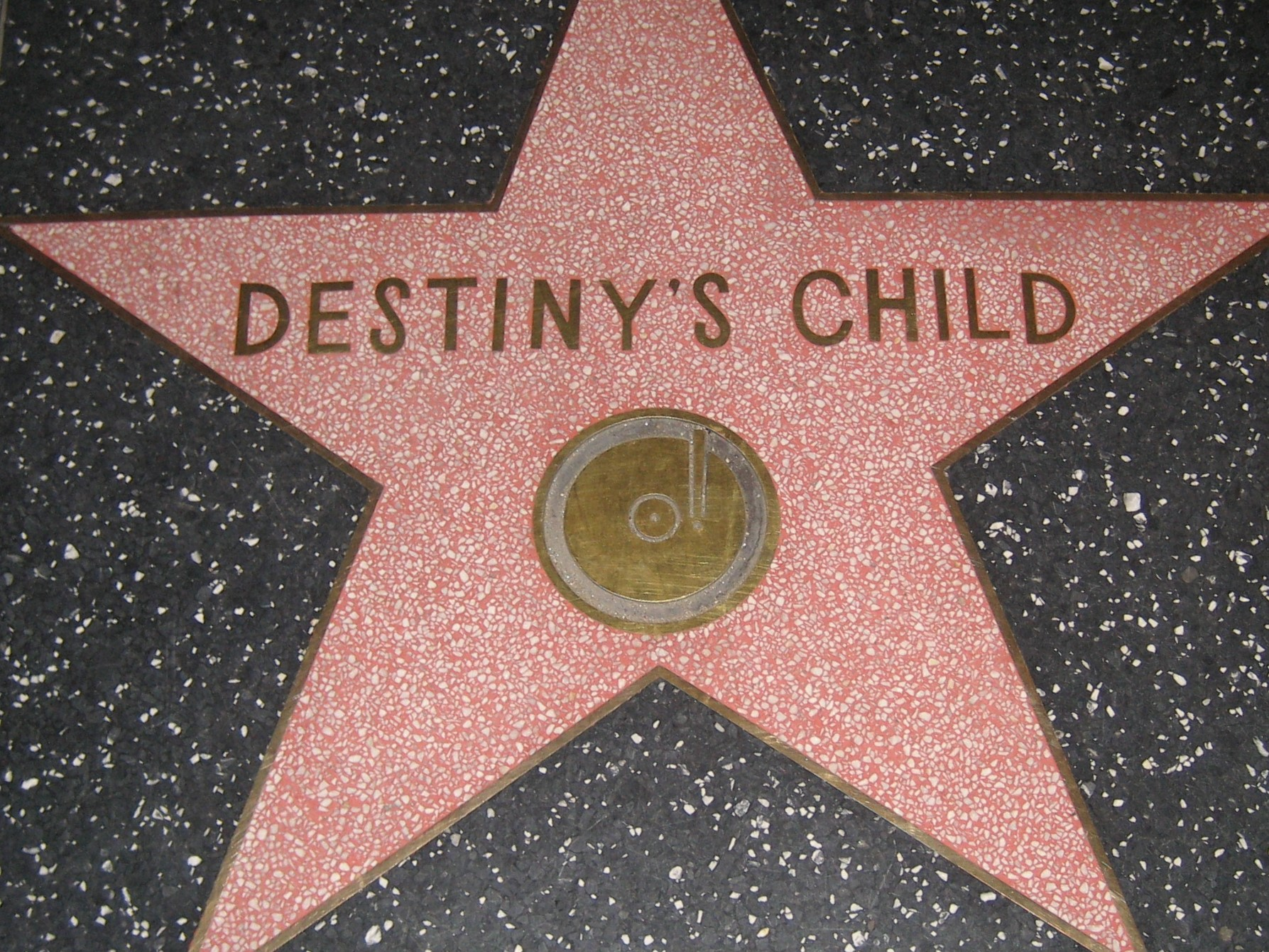
La stella sulla Hollywood Walk of Fame delle Destiny's Child.

Cresciuta a Houston, LaTavia Roberson diventa amica di Beyoncé Knowles, fondano insieme il gruppo femminile Girls Tyme. Sotto la guida del padre di Beyoncé Mathew Knowles, il gruppo viene rinominato Destiny's Child nel 1996, vedendo nella formazione anche Kelly Rowland e LeToya Luckett. Il gruppo musicale firma un contratto con la Columbia Records con cui pubblicano il loro album di debutto Destiny's Child che contiene le hits No, No, No, With Me e Get on the Bus.
Nel 1999 le ragazze tornano in studio e pubblicano The Writing's on the Wall, che diviene uno dei più venduti album da parte di una girl group, infatti è stato certificato dalla RIAA 8 volte disco di platino. I singoli estratti dall'album sono: Bills, Bills, Bills, Bug a Boo, Jumpin' Jumpin' e Say My Name. Nel dicembre 1999, poco prima di girare il video di Say my name, LaTavia e LeToya non vengono chiamate per registrare il video, venendo rimpiazzate con i nuovi membri del gruppo Michelle Williams e Farrah Franklin, che lascerà il gruppo pochi mesi dopo. Le due ex componenti del gruppo entrano in causa legale con il manager, riprendendo il caso più volte nel corso degli anni 2000.
Nonostante l'uscita dal gruppo, la cantante ha vinto due Grammy Award e tre Soul Train Music Award grazie al brano Say My Name.

### 2001-2013: proseguimento con la carriera musicale e il debutto da attrice
Successivamente alla rottura con le Destiny's Child, LeToya e LaTavia fondano insieme a Tiffany Beaudon e Naty Quinones un gruppo musicale, le Anjel. Il gruppo, che si presentò per la prima volta ai Grammy Awards del 2001, intraprese un progetto discografico composto da 22 tracce, denominato Heavenly, che non venne mai pubblicato. Nel 2003, dopo una serie di apparizioni televisive, il gruppo si sciolse a seguito del fallimento della casa discografica 581 Entertainment, con cui avevano firmato il contratto.
Nel 2005, LaTavia fu invitata a sostituire Kandi nel gruppo Xscape, declinato dall'artista per problemi personali e famigliari. Nel luglio 2006, è stato confermato dalla stessa LaTavia, che stava registrando il suo album di debutto dal marzo dello stesso anno. Ha collaborato con produttori come Scott Storch. L'album, previsto per il 2009, conteneva collaborazioni con OutKast, André 3000 e Swizz Beatz, ma non venne mai completato.
Nel 2007, LaTavia e gli altri ex membri LeToya Luckett e Farrah Franklin sono apparse nella serie televisiva Boulevard of Broken Dreams raccontando la loro versione di quanto accaduto durante il loro periodo con le Destiny's Child. L'anno successivo, LaTavia debutta come attrice in uno spettacolo teatrale itinerante per gli Stati Uniti, intitolato Those Jeans. Nel 2009, LaTavia è apparsa nella canzone Swagga Check di Young Sween nel suo album The Goodie Room, pubblicato da Fleet Street Records. Nel 2010, LaTavia è apparsa nel programma The Real Housewives of Atlanta.
Nel 2013, LaTavia ha recitato nelle opere teatrali How to Love e Not My Family di J.F. Bailey.

### 2014-presente:R&B Divas, cinema e imprenditoria
Nel 2014, la Roberson è stata aggiunta al cast principale di R&B Divas: Atlanta, grazie a cui ottiene successo nel panorama televisivo statunitense apparendo in numerosi talk show, tra cui il The Wendy Williams Show. Nel 2015, la Roberson ha annunciato di essere entrata nel business dei capelli con Luxury Hair Direct. Nel 2016, Roberson ha iniziato una serie online su YouTube chiamata The Online Diary of LaTavia Roberson.
Nel 2017, ha fatto il suo debutto cinematografico come attrice nel film horror But Deliver Us from Evil, recitando al fianco di Eric Roberts. Nello stesso anno è apparsa anche in altri due film Dirty South House Arrest e The Hills. Roberson ha pubblicato la sua prima canzone come artista solista, Best Time of Your Life, il 23 giugno 2017.
Nel novembre 2018, ha fondato la Roberson Sports Management, con i piani di rappresentare nuovi sportivi del mondo del pugilato.

## Vita privata
Il 21 agosto 2013, Roberson ha dato alla luce la figlia Lyric Richard, nata dalla relazione con il produttore musicale Rodney Richard. A seguito di un aborto spontaneo avvenuto nel 2016, il 23 settembre 2019, nasce il secondo figlio della coppia, Londyn Richard.

## Controversie

### Destiny's Child
Nel 2000, successivamente alla pubblicazione del secondo album in studio del gruppo The Writing's on the Wall, viene annunciato che LaTavia Roberson e Letoya Luckett non faranno più parte delle Destiny's Child, venendo sostituite dai nuovi membri Michelle Williams e Farrah Franklin. Le due ex componenti avviano una causa legale contro il manager Mathew Knowles, sostenendo che il manager «ha tentato di ottenere la tutela legale come tutore di Luckett e Roberson, si è rifiutato di condividere informazioni finanziarie con loro e i loro genitori e le abbia sostituite senza informarle». Le due ex componenti hanno infatti raccontato di essere venute a conoscenza della loro uscita dal gruppo guardando il video realizzato per il brano Say My Name.
Roberson ha raccontato «Matthew non usava mezzi termini e può essere difficile accettare quel tipo di critica quando sei una ragazzina, [...] Noi cercavamo di non farci separare, essendo amiche di lunga data».

### Alcolismo
Roberson a seguito dell'uscita dalle Destiny's Child ha sofferto di alcolismo, portandola a un arresto nello stato della Georgia per guida in stato di ebbrezza nel 2010.

## Discografia

### Con le Destiny's Child
- 1998 – Destiny's Child
- 1999 – The Writing's on the Wall

### Da solista
- 2009 – Swagga Check (Young Sween feat. LaTavia Roberson)
- 2017 – Best Time of Your Life
- 2017 – Baby Love Crazy (Darryl Allen feat. LaTavia Roberson)
- 2018 – Lord's Prayer (Nia feat. Bryant McCarty, Latavia Roberson e Dajione)

## Filmografia

### Cinema
- Beverly Hood, regia di Tyler Maddox (1999)
- But Deliver Us from Evil, regia di Joshua Coates (2017)
- Dirty South House Arrest, regia di Daphne Hayes (2017)
- The Hills, regia di Stephen Stix Josey (2017)

### Televisione
- Real Housewives of Atlanta, programma tv (2014, 2017)
- The Wendy Williams Show, talk show (2014) - ospite ricorrente
- R&B Divas: Atlanta, talent show (2014) - coach
- Great Day Houston, programma tv (2017) - ospite ricorrente

### Webserie
- The Online Diary of LaTavia Roberson, webserie (2016)

## Teatro
- Those Jeans (2008)
- How to Love, regia di J.F. Bailey (2013)
- Not My Family, regia di J.F. Bailey (2013)